# Lacazella mediterranea
Lacazella mediterranea är en armfotingsart som först beskrevs av Risso 1826.  Lacazella mediterranea ingår i släktet Lacazella och familjen Thecideidae. Inga underarter finns listade i Catalogue of Life.